# Conosia irrorata
Conosia irrorata is een tweevleugelige uit de familie steltmuggen (Limoniidae). De soort komt voor in het Palearctisch, Afrotropisch, Oriëntaals en Australaziatisch gebied.
Categorie Steltmug uit het Oriëntaals gebied